# Науковий реалізм
Науковий реалізм (англ. Scientific realism) — це течія у філософії науки, згідно з якою єдиним надійним засобом досягнення знання про світ є наукове дослідження, результат якого інтерпретується за допомогою наукових теорій. Теорії наукового реалізму можуть бути також напевно істинними, приблизно істинними або відносно істинними. Теорії стосуються спостережуваних та неспостережуваних об'єктів, хоча і є власне достовірними, однак можуть бути в якійсь мірі помилковими.
Досліджувані об'єкти незалежні від нашого розуму, а наукові теорії достовірні відносно до зовнішнього (об'єктивного) світу.
Іноді «науковий реалізм» трактується по різному, що приносить деякі складнощі у розумінні цієї концепції. Серед наукових реалістів варто відзначити такі імена, як Карл Поппер, Пол Фейєрабенд, Гіларі Патнем, Вілфрід Селларс, Мері Гессе та Річард Бойд, головні погляди яких посилаються на проблеми запитань об'єктивного існування реальності, істинності наукового знання, тощо.
Реалізм Поппера можна співвіднести до «орієнтовного реалізму», який полягає в тому, що наукові теорії є лише спробами дати світові справжній опис. Таким чином «науковий реалізм» Поппера не прагне до «відповідності між світом і теорією», а лише зберігає інтенціональність.

## Основні принципи наукового реалізму
Завдання наукового реалізму — сформулювати істинні твердження про реальність, що утворюється в супроводі найкращих наукових теорій. Поняття реалізму в наукових термінах корисніше розглянути в трьох вимірах:
- Семантичний реалізм вважає, що теорії є істинними або хибними описами реальності. Істинність та хибність залежить від того, чи існують дані об'єкти та наскільки вірно вони описані теорією.
- Метафізичний реалізм припускає існування реальності незалежно від нашого знання. Теорія повинна відповідати «метафізичним уявленням». За словами Патнема: «метафізичний реаліст пропонує нам прийняти деяку картину, так наче ця картина сама себе пояснює.»[5]
- Епістемологічний реалізм вважає, що віра в правдивість теорії переважно виправдана.

Науковий реаліст вважає, що наука супроводжується найкращими науковими теоріями, навіть якщо вони не можуть бути доведені з абсолютною впевненістю; можна припустити, що деякі теорії можуть виявитися значно помилковими, проте науковий реаліст впевнений в тому, що вони в якійсь мірі істинні.

### Метафізичний реалізм
Гіларі Патнем характеризував метафізичний реалізм наступними тезами:
1. Світ складається з повної та фіксованої сукупності незалежних від свідомості об'єктів (тобто існує якийсь ноуменальний світ).
2. Існує тільки один істинний і повний опис світу.
3. Істина — це кореспонденція (відповідність) між твердженнями і речами.

## Історія наукового реалізму
Науковий реалізм пов'язаний з більш ранніми видами філософії як раціоналізм і метафізичний реалізм, однак сама течія була заснована в другій половині XX століття.
Науковий реалізм був багато в чому реакцією на логічний позитивізм. Логічний позитивізм був першим з філософії науки, а також і попередником наукового реалізму, за допомогою якого можна було строго визначити різницю між термінами спостереження і теоретичними термінами. Останній піддається семантичному аналізу в термінах спостереження і в термінах логіки.
Логічний позитивізм зіткнувся з такими труднощами:
- Виявлення недоліків у теорії верифікації Карлом Гемпелем
- Відмова від аналітико-синтетичної відмінності Віллардом Квайном
- Нескінченне число спостережень для підтвердження якоїсь теорії (Кун (1970), Квайн (1960))
- Поява проблем у зв'язку з переходом від термінів спостереження на спостереження пропозицій (Патнем (1962)).
- Невизначеність між різницею теоретичних термінів і термінів спостереження (Гровер Максвелл (1962)).

Реалізм став домінуючим у відділі філософії науки після позитивізму.

## Аргументи за і проти наукового реалізму

### Прогрес
Один з основних аргументів на користь наукового реалізму полягає в тому, що для науки характерний постійний прогрес, і більше того, наука може успішно передбачати різного роду явищ.
Гіларі Патнем вважав, що науковий реалізм — «це єдина філософія, яка не робить з успіху науки диво». Іншими словами, істинність сучасних теорій (або приблизна істинність або істинність в загальних рисах) є одним з найкращих або навіть єдиним поясненням емпіричному успіху теорій.
Аргумент на користь прогресу був розкритикований Артуром Файном. Реалізм та анти-реалізм ведуть суперечку про те — чи є висновок пов'язаний з найкращим поясненням достатнім для виправдання віри в твердження, які стосуються неспостережуваних явищ. Крім цього Файн звертає увагу на те, що виправдання деякого методу вимагає спирання на більш надійний метод, так і в прогресі абдукція виправдовується за допомогою абдукції. Тому реаліст повинен спиратися на якісь апріорні основи, оскільки в деяких певних ситуаціях епістемологічні аргументи вказують в основному на інтуїцію і до того ж завжди вимагають звернення до теоретичних фонових знань, у яких спостерігається апостеріорний характер. Тому здається, що у реалізму немає інших варіантів, окрім як стверджувати, що у наукових методів і методів філософії науки немає і не може бути апріорного виправдання (натуралізм).

### Песимістична індукція
Контраргументом проти прогресу є песимістична індукція (або песимістична метаіндукція) Ларрі Лаудана: чимало теорій, які виявилися емпірично успішними, були висунуті іншими більш успішними теоріями, які заперечували колишній постулат про існування теоретичних об'єктів. Тому можна очікувати, що на місці сучасних теорій виявляться нові, які постулюють зовсім інші неспостережувані теоретичні об'єкти. Таким чином тлумачення теорії ще не доводить її істинність.
У відповідь на це реалісти стверджують, що теорії можуть бути приблизно істинними. Але складність у тому, що принципово можна вважати будь-яку несуперечливу теорію приблизно істиною. До того ж чимало успішних теорій виявлялися згодом істотно помилковими.
Але на користь аргументу про приблизну істину було приведено поняття як структуральний реалізм. Структуральний реаліст вірить в запропоновані теорією казуальні структури, які містять в собі також неспостережувані явища, але не теоретичні висловлювання про їх сутності.

### Недодетермінація
В опозицію до наукового реалізму постає базовий емпіричний аргумент недодетермінаціі: з двох суперечливих теорій можуть бути виведені ті ж самі емпіричні висновки, то виходить, що ці теорії є емпірично еквівалентними. Для кожної теорії можна сконструювати відповідно емпірично еквівалентну теорію або ж нескінченну кількість теорій.
Емпірично еквівалентні теорії відрізняються тим, які твердження щодо неспостережуваних явищ вони виявляють, і висновки про спостережувані явища неодмінно збігаються. Тому, відсутні докази того, щоб обрати одну теорію замість іншої. Головне — це впевнитися в адекватності емпіричної теорії, тобто підтвердити правильність вилучених висновків. Зі всього і випливає теза недодетермінації: докази не можуть дотримуватися лише однієї теорії, виключаючи інші.
Куайн витягнув з теореми Льовенгейма — Сколема тезу емпіричної еквівалентності в математичній логіці. Таким чином можливо придбати лише суто формальні альтернативи.
Апелюючи аргументами на кшталт аргументу недодетермінаціі, основною метою логічних емпіристів було рішення «проблеми демаркації» — встановити критерій, щоб відокремити науку від «метафізики». На відміну від наукових тез, «метафізичні» тези є непізнаваними, бо вони відносяться до неспостережуваних явищ. Логічні емпіристи намагалися провести «раціональну реконструкцію» існуючих наукових теорій і методів.

### Інструменталізм проти наукового реалізму
П'єр Дюгем висунув аргумент «ідеалізації», згідно з яким між теорією і реальністю зберігається розрив. При спостереженні, реальність залишається безперервною, а спостереження можуть бути неточні, туманні та суперечливі. Теорії ідеалізують і раціоналізують дійсність, отже подібних теорій може бути безліч, емпірично еквівалентних, але логічно несумісних.
Другий аргумент належить Анрі Пуанкаре. За словами Пуанкаре, реаліст не має можливості довести, що обрана ним теорія є істинною, оскільки досвід може рівносильно мати схильність до альтернативної теорії. Тому науковий реаліст має або відмовитися від наукового емпіризму, тому що досвід не є вирішальною інстанцією, або визнати множинність «істини», що зовсім не може бути визнано реалістичним.